# Улыбаш
Улыбаш — бессточное озеро на востоке Сафакулевского района Курганской области России. Находится на обширной озёрной равнине в междуречье рек Уй и Миасс, к запад-северо-западу от озера Кактурналыколь.

## Общее описание
Районный центр посёлок Сафакулево находится в 26 км к северо-западу. Озеро бессточное, значительных притоков также не имеет. Острова отсутствуют. Форма озера овальная, длина около 5 км, ширина до 3,8 км. Площадь водного зеркала равняется 16,4 км². Чётких границ водосбора не имеет. Высота озера над уровнем моря — 175,7 м. Поверхность озера активно зарастает водной растительностью. Берега низкие, покрытые степной и луговой растительностью.
В Улыбаше водятся карась и карп.

## Коды озера
- Код по Государственному водному реестру — 14010501011111200015564[5].
- Код по Гидрологической изученности — 211201556[5].